# Siniša Školneković
Siniša Školneković, hrvatski vaterpolist, osvajač srebrne medalje na Olimpijskim igrama u Atlanti 1996. godine.